# 비행접시

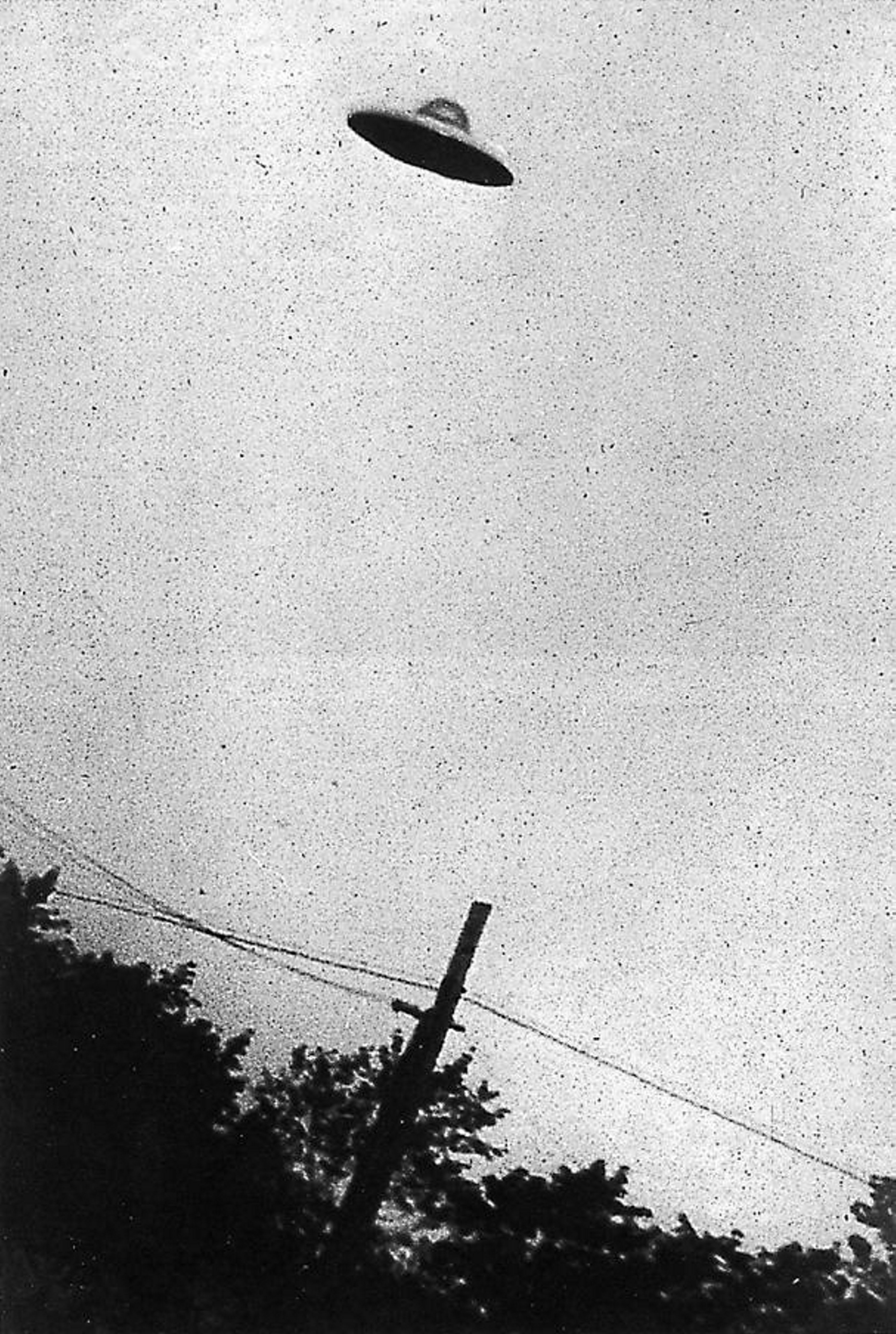
1952년 7월 31일 미합중국 뉴저지주 하늘에서 발견된 미확인비행체의 모습.

비행접시(영어: Flying Saucer)는 접시 모양의 미확인비행체가 목격된 것을 가리킨다. 보통 정체불명의 비행체를 모양에 상관없이 대개 비행접시라고 부르기도 한다. "비행접시"라는 용어는 1947년에 고안되었으나, 이후 1952년에 미확인 비행체라는 용어가 생기면서 거의 그쪽으로 대체되었다.